# Schizothorax microstomus
Schizothorax microstomus är en fiskart som beskrevs av Hwang 1982. Schizothorax microstomus ingår i släktet Schizothorax och familjen karpfiskar. Inga underarter finns listade i Catalogue of Life.